# 20 × 125 mm M 97
Die als 20 × 125 mm M 97 bezeichnete Patrone wurde vom Kaiserlich Japanischen Heer in der ab 1937 verfügbaren Typ 97 Panzerbüchse verwendet.
Für diese Patrone gab es verschiedene Geschosse. Die Geschosse besaßen einen Führungsring aus Kupfer, welcher sich knapp über dem Hülsenrand befand. Hieraus ergaben sich variable Geschosskerndurchmesser.
Die drei Geschossvariationen waren:
- Panzerbrechendes Standardgeschoss
- Sprenggeschoss mit Splitterwirkung
- Leuchtspurgeschoss

Über Spreng- und Leuchtspurgeschoss fehlen jedoch nähere Angaben, da sich sowohl die Patrone als auch die Panzerbüchse, für die sie verwendet wurde,
nicht bewährt haben.